# René Lavand
Héctor René Lavandera (Buenos Aires, 24 de septiembre de 1928-Tandil, 7 de febrero de 2015), más conocido como René Lavand, fue un ilusionista argentino de fama mundial especializado en cartomagia. Vivió en Tandil desde los 14 años hasta su fallecimiento.

## Biografía
Hijo único de Antonio Lavandera (viajante de comercio y zapatero) y de Sara Fernández (maestra), vivían en la ciudad de Buenos Aires. En 1935, cuando René tenía siete años, su tía Juana lo llevó a un espectáculo y quedó asombrado con la presentación de un mago llamado "Chang". Un amigo de la familia le enseñó un juego de cartas. Al tiempo, la zapatería del padre quebró y la familia se mudó a la ciudad de Coronel Suárez. 
En febrero de 1937, durante los carnavales, cuando cruzaba una calle cerca de su casa con sus amigos, un joven de diecisiete años que manejaba el auto de su padre lo atropelló y le aplastó su brazo derecho (él era diestro). Se salvó parte del brazo, quedando un muñón de once centímetros a partir del codo. 
A los 14 años se mudó a la ciudad de Tandil.
Realizaba sus ilusiones con la única ayuda de su mano izquierda. Lejos de dejarse derrotar por la circunstancia de su accidente, practicó la cartomagia obsesivamente desde su infancia hasta alcanzar un completo dominio de la baraja. Para ello debió seguir un camino autodidacta, porque "todos los libros y técnicas son para magos de dos manos".
Sin embargo, la atracción de los espectáculos de Lavand no radicaba exclusivamente en la asombrosa manera en que había superado su discapacidad, sino también en las historias (escritas en su mayoría por sus amigos Rolando Chirico y Ricardo Martín) con las que vistió sus ilusiones, y en su expresivo manejo de la pausa y el silencio como recursos dramáticos.
Tras trabajar como bancario hasta los treinta y dos años, en 1961 —luego de ganar una competencia mágica en la especialidad llamada manipulación— se lanzó como profesional actuando en la televisión y teatros argentinos (Nacional y Tabarís). Desde 1983 viajó y fue reconocido en Estados Unidos, Europa y Japón, donde realizó espectáculos privados y conferencias para sus colegas.
Su juego más famoso es la versión que realizaba de un clásico de la cartomagia llamado "Agua y aceite"; en él utilizaba una de las frases que definen su arte: "No se puede hacer más lento". Fue él quien acuñó la palabra "lentidigitación", que, en contraposición a la prestigiditación, define a la ilusión ejecutada lentamente a fin de llevar la imposibilidad a su máxima expresión. Otra de sus frases recurrentes en sus presentaciones en televisión, al enfrentar algún plano medio de cámara, era "la cámara implacable no me deja mentir...".
Otros conceptos clave de su arte eran "añadirle belleza al asombro", y la búsqueda de "la belleza de lo simple". Lo primero lo consiguió a través de los cuentos, poesías y música que utilizaba en sus presentaciones. Y lo segundo, llevando sus movimientos, gestos y palabras a lo esencial, logrando así un mayor asombro y disfrute por parte de los espectadores. La ilusión en la que más lo consiguió es —según sus propias palabras— "Las tres migas": en ella, tres migas de pan aparecen una y otra vez dentro de un pocillo de café, a pesar de haber sido claramente arrojadas fuera de la mesa.
Tenía algunos "discípulos", como prefería llamarlos, que lo visitaban en su casa para aprender su arte de cerca; para ello acondicionó un vagón de tren que utilizaba como salón de magia. También grabó videos y publicó varios libros técnicos para sus colegas. Para el público en general escribió sus memorias, Barajando recuerdos. En ellas cuenta anécdotas de una vida dedicada a recorrer el mundo llevando su arte único, junto a la transcripción de algunas de las historias que relataba en sus juegos.
Su última actuación pública la realizó en la ciudad de Lugo, España. René Lavand falleció el 7 de febrero de 2015 en la clínica Chacabuco de Tandil, a los 86 años, a causa de una neumonía. 

## La estatua
En diciembre de 2012 la intendencia de la ciudad de Tandil encargó una estatua en homenaje al artista. La estatua fue realizada en el término de dos meses, por los docentes municipales Susana Novoa, Mónica Porras, Nancy Salar y Norma Villabona.
En 2021 se reemplazó el material original por una igual realizada en hierro fundido.

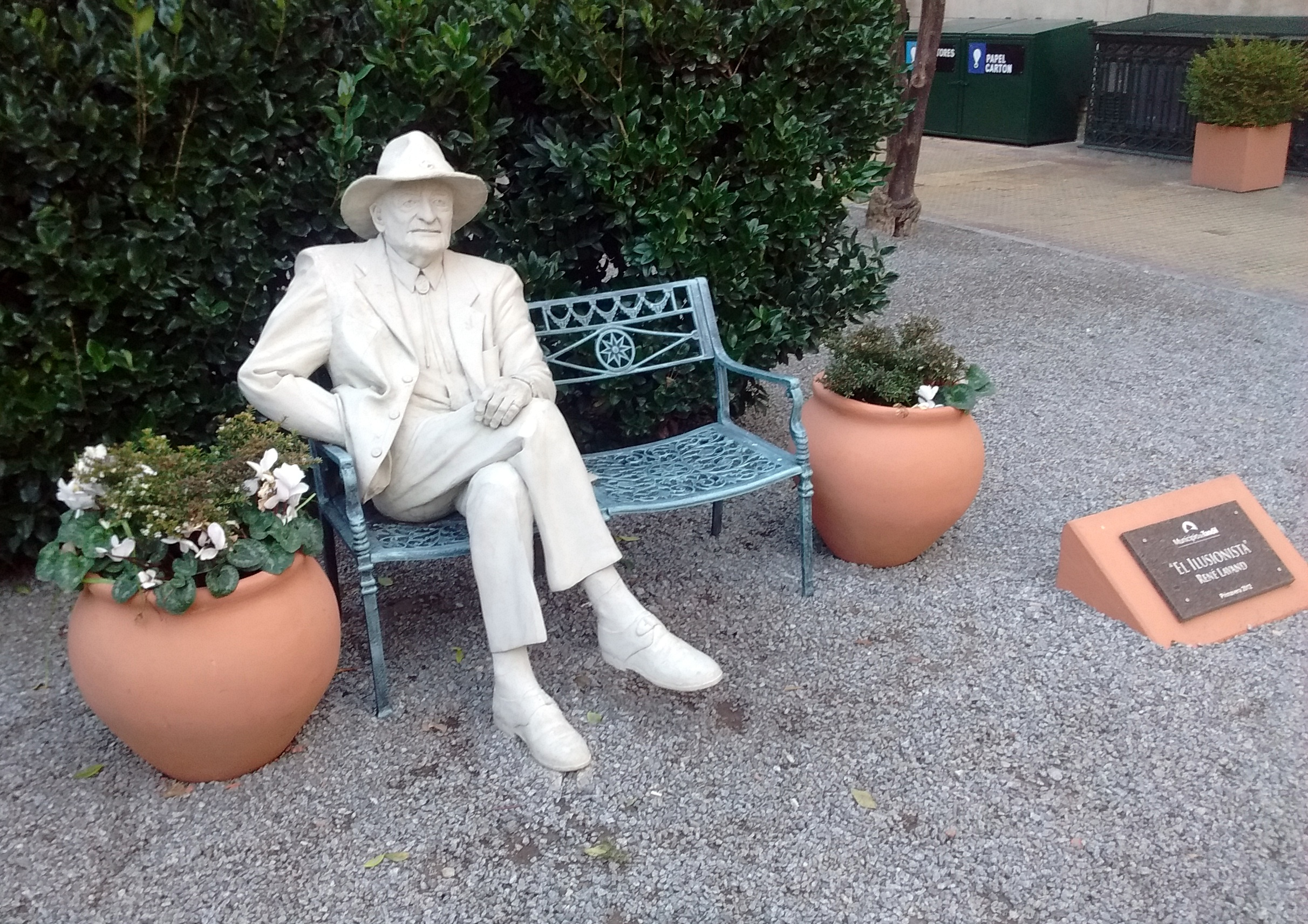
Estatua de René Lavand en la ciudad de Tandil
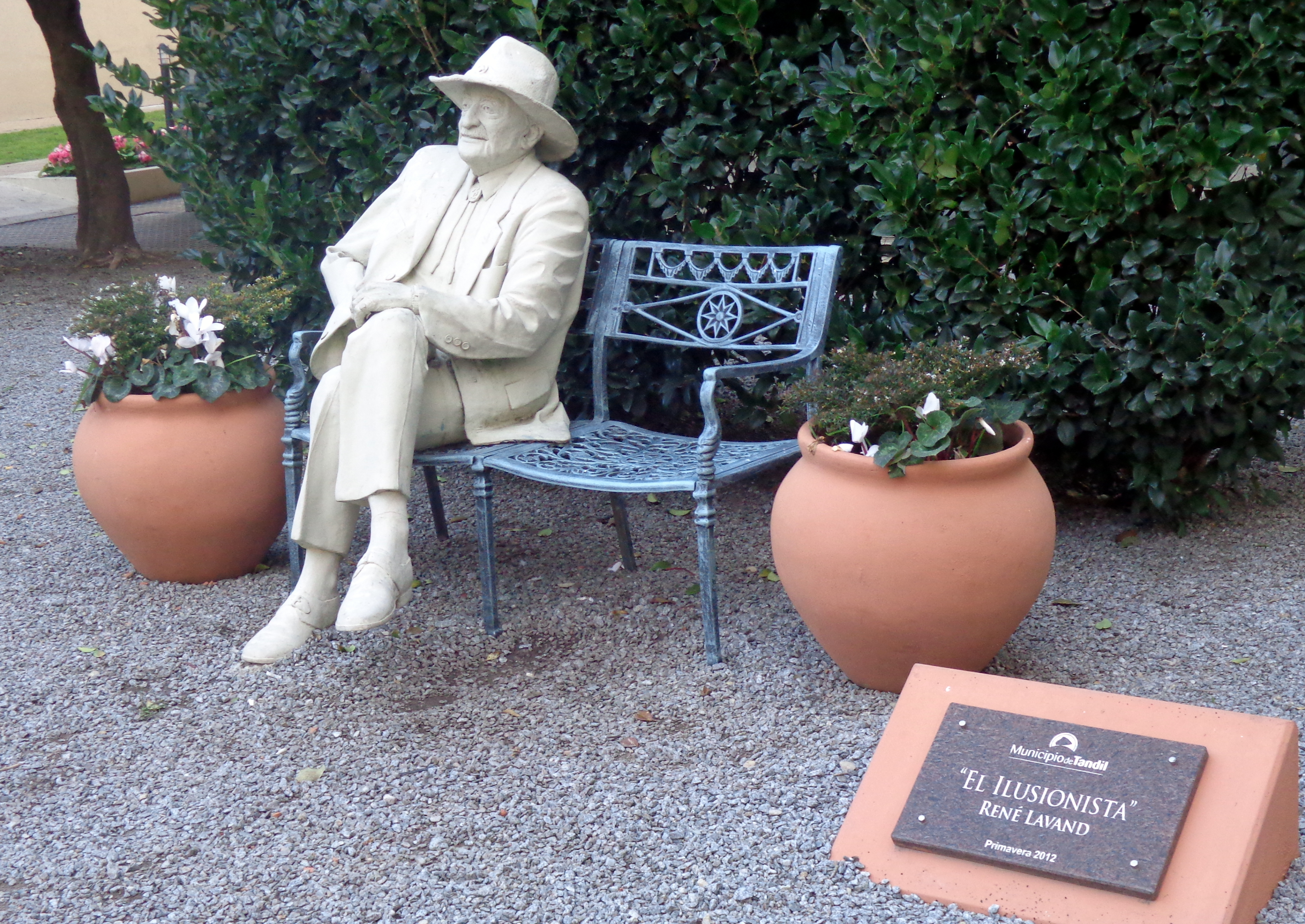
La estatua se encuentra ubicada en el Paseo Intendente Martínez de la ciudad de Tandil

## Apariciones televisivas a nivel mundial
- Magia Potagia, en España (TVE).
- Luna de Verano, en España.
- Chantatachan, en España.
- Nada x aquí, en España (Cuatro TV).
- Ilusiones, en Portugal.
- Ed Sullivan Show, en Estados Unidos.
- The Tonight Show, con Johnny Carson, en Estados Unidos.

## Apariciones cinematográficas
En 2002, Lavand interpretó a un veterano dueño de bar y villano de barrio en el film policial argentino Un oso rojo, dirigido por Adrián Caetano, y fue nominado al premio Cóndor de Plata de la Asociación de Críticos Cinematográficos de Argentina como Mejor Revelación Masculina.
En el festival BAFICI del año 2013 se presentó la película documental El gran simulador, de Néstor Frenkel, que relata su vida.

## Homenajes
Lavand aparece como personaje en la novela Crímenes imperceptibles, de Guillermo Martínez (ed. Planeta, 2003).
El 7 de febrero de 2018, conmemorando el tercer aniversario de su fallecimiento, se inauguró la muestra homenaje a René Lavand denominada Ilusión. La misma se llevó a cabo en el Museo Municipal de Bellas Artes de Tandil (Mumbat) y se extendió hasta el 25 de febrero de 2018.